# Quai de Grenelle (Paris)
Der Quai de Grenelle ist eine Straße am linken Seineufer im 15. Arrondissement von Paris.

## Lage
Die Straße beginnt am Place des Martyrs-Juifs-du-Vélodrome-d'Hiver (Pont de Bir-Hakeim) und endet am Place Fernand Forest (Pont de Grenelle). An der Südseite, getrennt durch einen Grünstreifen, verläuft eine schmälere Straße gleichen Namens entlang der Häuserfront. Sie beginnt an der Rue Linois und führt am Ende in die Hauptstraße.

## Namensursprung
Das Ufer der Seine, an dem dieser Kai gebaut wurde, war ursprünglich Teil der ehemals selbständigen Gemeinde Grenelle.

## Geschichte
Dieser auf dem Plan de Roussel von 1730 verzeichnete Kai war damals eine Straße in der Gemeinde Grenelle, die am 23. Mai 1863 von Paris eingemeindet wurde.
Paul Gauguin (1848–1903) malte 1875 Les Usines Cail et le quai de Grenelle mit den Werkhallen der Société J. F. Cail & Cie am Seineufer.
In den 1950er und 1960er Jahren entwickelte das Unternehmen Citroën einen Teil seiner Aktivitäten am Quai de Grenelle (insbesondere das Getriebewerk) sowie am Quai André Citroën, der flussabwärtigen Fortsetzung des Quai de Grenelle zwischen dem Pont de Grenelle und dem Pont Mirabeau.

## Sehenswürdigkeiten
- Nr. 57: Tour Totem, von den Architekten Michel Andrault und Pierre Parat 1976/79 erbaut.

- Nr. 61: Novotel Paris Tour Eiffel (ehemals Hôtel Nikko). Sowohl dieser Turm als auch der vorherige sind 100 Meter hoch und haben 31 Stockwerke.